# Willi Müller (Politiker, September 1895)
Willi Müller (eigentlich Wilhelm Müller; * 20. September 1895 in Köln-Nippes; † 19. August 1965) war ein deutscher Politiker der SPD.

## Ausbildung und Beruf
Willi Müller besuchte die Volksschule und absolvierte eine Klempnerlehre. Danach arbeitete er als Rohrschlosser und Autogenschweißer. Ab 1947 war er als Werkmeister tätig. Mitglied des Metallarbeiterverbandes war er ab 1912.

## Politik
Willi Müller war ab 1918 Mitglied der SPD. Er war von 1921 bis 1933 Betriebsratsmitglied. Von 1926 bis 1933 war er als Arbeitsrichter und Mitglied des Verwaltungsausschusses des Arbeitsamtes Moers tätig. Er war Ratsmitglied der Stadt Moers und Mitglied des Kreistags Moers von 1932 bis 1933. Mitglied der Gewerkschaft Öffentliche Dienste, Transport und Verkehr (ÖTV) wurde er 1946. Von 1945 bis 1952 war Müller erneut Ratsmitglied und von 1946 bis 1952 fungierte er als Bürgermeister der Stadt Moers.
Willi Müller war vom 13. Juli 1954 bis zum 12. Juli 1958 direkt gewähltes Mitglied des 3. Landtages von Nordrhein-Westfalen für den Wahlkreis 040 Moers-Süd.